# (9368) Esashi
(9368) Esashi (1993 BS3) – planetoida z pasa głównego asteroid okrążająca Słońce w ciągu 3,51 lat w średniej odległości 2,31 j.a. Odkryta 26 stycznia 1993 roku.